# Henry Lawson szakállasagámája
Henry Lawson szakállasagámája (Pogona henrylawsoni) a hüllők (Reptilia) osztályának a pikkelyes hüllők (Squamata) rendjéhez, ezen belül a gyíkok (Sauria vagy Lacertilia) alrendjéhez, a leguánalakúak (Iguania) alrendágához és az agámafélék (Agamidae) családjához tartozó gyík faj.

## Előfordulása
Vadon kizárólag Ausztrália Queensland tartományában él. Ez a legkésőbb (1985-ben) felfedezett szakállasagáma-faj; ennek dacára már tenyésztik és árusítják.

## Megjelenése
Ez a legkisebb testű szakállas agáma: hossza alig éri el a 35 cm-t.

## Külső hivatkozások
- Szakállasagámák /POGONA/